# Aerobryidium aureonitens
Aerobryidium aureonitens là một loài Rêu trong họ Meteoriaceae. Loài này được (Hook. ex Schwägr.) Broth. miêu tả khoa học đầu tiên năm 1906.